# Oxid ytterbitý
Oxid ytterbitý (Yb2O3) je oxidem ytterbia. Patři do skupiny oxidů lanthanoidů typu C. Jeho strukturu můžeme odvodit ze struktury fluoritu snížením koordinačního čísla na 6, tzn. odstraněním čtvrtiny aniontů.

## Použití
Oxid ytterbitý se používá na výrobu optických vláken, jako dopant do granátů pro lasery a barvivo do skla.